# 遠藤若狭男
遠藤 若狭男（えんどう わかさお、1947年4月29日 - 2018年12月16日）は、俳人。
福井県敦賀市生まれ。本名は喬（たかし）。早稲田大学卒業。鷹羽狩行に師事し、俳誌『狩』同人となる。1976年、小説集『檻の子供』を発表。2016年『人生百景 松山足羽の世界』で日本詩歌句協会・日本詩歌句随筆大賞受賞。同年、俳誌『若狭』を創刊して主宰となる。
妻は歌人の大谷和子。

## 著書
- 『檻の子供』遠藤喬 三交社 1976 全国書誌番号:75012108
- 『神話』（処女句集シリーズ）牧羊社 1986年10月 ISBN 4833305968
- 『青年』角川書店 1991年
- 『船長 句集』角川書店 2000年7月 ISBN 4048718584
- 『鷹羽狩行研究』角川書店 2000年8月 ISBN 4048718606
- 『去来 句集』角川学芸出版 2010年10月 ISBN 978-4046523433
- 『旅鞄 遠藤若狭男句集』（角川21世紀俳句叢書） 角川書店 2013年8月 ISBN 978-4046522290
- 『人生百景 松山足羽の世界』本阿弥書店 2016年9月 ISBN 978-4776812586
- 『遠藤若狭男句集』（現代俳句文庫）ふらんす堂 2016年9月 ISBN 978-4781409092